# Blastomicosis
La blastomicosis, también llamada enfermedad de Gilchrist o blastomicosis norteamericana, es una enfermedad piogranulomatosa poco frecuente que afecta a humanos, perros y gatos, producida por el hongo dimórfico llamado Blastomyces dermatitidis, encontrado frecuentemente en el suelo y sobre maderas. Es endémica de regiones norteñas de América del Norte y causa síntomas similares a la histoplasmosis.

## Historia
La blastomicosis fue descrita por primera vez por Thomas Casper Gilchrist en 1894 y de allí el epónimo de enfermedad de Gilchrist's.

## Etiología
Blastomyces dermatitidis es el anamorfo de Ajellomyces dermatitidis, Familia Onygenaceae, Orden Onygenales, División Ascomycota. 
La forma infectante son las conidiosporas ovales o piriformes, de 2 a 7 μm de pared delgada y lisa, que se forman sésiles o pediculadas sobre las hifas de la fase miceliana, algodonosa y blanquecina aunque se oscurece con la edad. Por cultivo en Agar BHI con cisteína y 5% de sangre, a 37 °C, se produce el cambio a la fase levaduriforme patógena, con blastosporas multinucleadas de pared gruesa, gemación generalmente simple de base amplia y 8-15 μm, en colonias morenas, arrugadas y butirosas. El cultivo de conidiosporas o de blastosporas a 24 °C en Agar Sabouraud Glucosado (SDA), da las colonias blanquecinas, algodonosas y circunscritas propias de la forma miceliana.

## Epidemiología
La infección tiene una incidencia entre 1 y 2 casos por cada 100.000 personas que viven en áreas donde el hongo se presenta con mayor frecuencia y es mucho menos frecuente fuera de estas áreas.
La fase micelar saprofítica del hongo en el medio ambiente produce abundantes conidiosporas, que es la forma infectante de la enfermedad. El hábitat ideal para la presencia de esta forma micelar son los suelos húmedos con abundancia de materia orgánica (restos vegetales), umbríos y con un pH<6, sobre todo si el terreno ha sido recientemente removido. Estas condiciones se localizan en los márgenes de ríos y lagos con árboles caídos. Muy frecuentemente asociado a obras de construcción de cabañas o muelles en estas zonas. La enfermedad es muy frecuente en riveras y zonas lacustres del centro y noreste de los Estados Unidos y Canadá. La mayor incidencia registrada en los Estados Unidos ocurrió en estados como Wisconsin, donde desde 1986 a 1995 había 1,4 casos por cada 100,000 habitantes.
En Canadá, la mayoría de los casos de blastomicosis ocurren al noroeste de Ontario, en particular alrededor del área de Kenora por razón de sus suelos húmedos y acídicos. La blastomicosis tiene distribución mundial, algunos casos en ocasiones reportados en África.
La penetración suele ser inhalatoria y menos frecuentemente per cutánea. Una vez producida la infección el proceso no es contagioso. Son especialmente sensibles el hombre, las razas de perros Hounds, Retrievers y Pinschers y los gatos. La presentación en caballos es excepcional.

## Patogenia

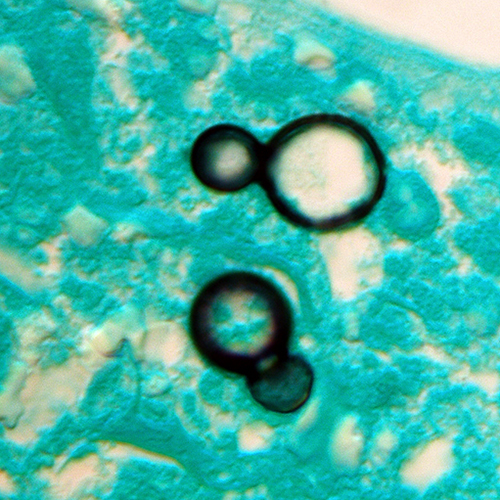
Imagen que muestra al virus Blastomicosis infectando las piernas.

La penetración vía inhalatoria, más frecuente, puede dar lugar a una infección abortiva (se cura sola) o subclínica, si la inmunidad celular es eficaz. Caso contrario, las blastosporas, defendidas por su gruesa pared celular, producen lesiones progresivas granulomatosas o piogranulomatosas (con pus), y vehiculadas en macrófagos, metástasis ganglionares, cutáneas, óseas, oculares, y más raramente nerviosas y genitales. La enfermedad clínica tiende a ser mortal sin tratamiento. La infección determina una intensa sensibilización alérgica.
y también puede penetrar en la piel por traumatismo.

## Cuadro clínico
Se produce una neumonía febril, con tos, astenia y disnea (dificultad respiratoria), primero de esfuerzo y luego continua y progresiva; a menudo congestión e induración de los ganglios cervicales y submandibulares. Los ganglios mediastínicos se muestran radiográficamente como una masa densa en la bifurcación de la tráquea y suelen producir disfagia (dificultad para tragar). También pueden producirse forúnculos, abscesos y úlceras cutáneas, a veces con adenopatía regional; hipopion, panoftalmitis o ceguera no son raros, acompañados de descarga oculonasal. 
El proceso, una vez declarado suele ser rápidamente debilitante y mortal. 

### Lesiones
La neumonía puede ser focal, con pocas lesiones piogranulomatosas de gran tamaño, o difusa, con multitud de granulomas miliares de aspecto lardáceo.
La lesión elemental es un granuloma de centro necrótico, rico en blastosporas, envuelto en una capa de células epitelioides, y periferia con abundantes linfocitos, algunos macrófagos y células gigantes de cuerpo extraño, y poca tendencia a la encapsulación o a la caseificación. En las lesiones supurantes predominan polimorfonucleares y macrófagos.

## Diagnóstico
- Clínico-epidemiológico-lesional: la asociación de cuadro respiratorio con infarto ganglionar, alteraciones oculares y lesiones cutáneas resulta sugestiva en zonas enzoóticas, pero recuerda también la criptococosis y otras micosis sistémicas.
- Micológico: las abundantes blastosporas redondeadas de gran tamaño y gruesa pared en los tejidos carecen de cápsula hialina, pero podrían confundirse con criptococos. Se ven muy bien en azul de metileno o Giemsa.

El cultivo a 37 °C en Agar BHI-cisteína-Sangre muestra el típico crecimiento levaduriforme, con grandes blastosporas multinucleadas acapsuladas de gruesa pared y gemación de base amplia, que al resembrar en SDA a 25-30 °C forma el micelio algodonoso con conidióforos simples y pequeñas conidias, propio de Blastomyces.
- Inmunológico: serológico por ELISA o contrainmuno electroforesis, debe mostrar seroconversión en áreas enzoóticas; alérgico por inoculación intradérmica con blastomicina (filtrado estéril de cultivos en medio líquido),  da reacciones cruzadas con histoplasmosis y otras micosis sistémicas.

## Tratamiento
El Itraconazol administrado oral es el tratamiento de preferencia en la mayoría de los casos de blastomicosis. Las tasas de cura son elevadas y aunque el tratamiento, como en la mayoría de las micosis, dura un período de varios meses, es una terapia tolerada por los pacientes. La anfotericina B se considera más tóxica, de modo que solo se reserva para casos críticamente enfermos y en aquellos que tengan afecciones del sistema nervioso central.

## Prevención
El desconocimiento de su reservorio natural impide evitarlo o controlarlo. Las únicas posibilidades de lucha estriban en el diagnóstico precoz y el tratamiento, que se basa en los imidazoles sistémicos, o en su caso, anfotericina B parenteral, siempre bajo estricta monitorización renal.

### Aspectos zoonóticos
No es una enfermedad zoonótica. no se contagia animal-humano, humano-animal.